# Medaglie d'oro al valor militare (Carabinieri)
Ai carabinieri sono state assegnate 19  medaglie d'oro al valor militare (M.O.V.M.)  e un centinaio di medaglie d'oro al valor militare alla memoria.

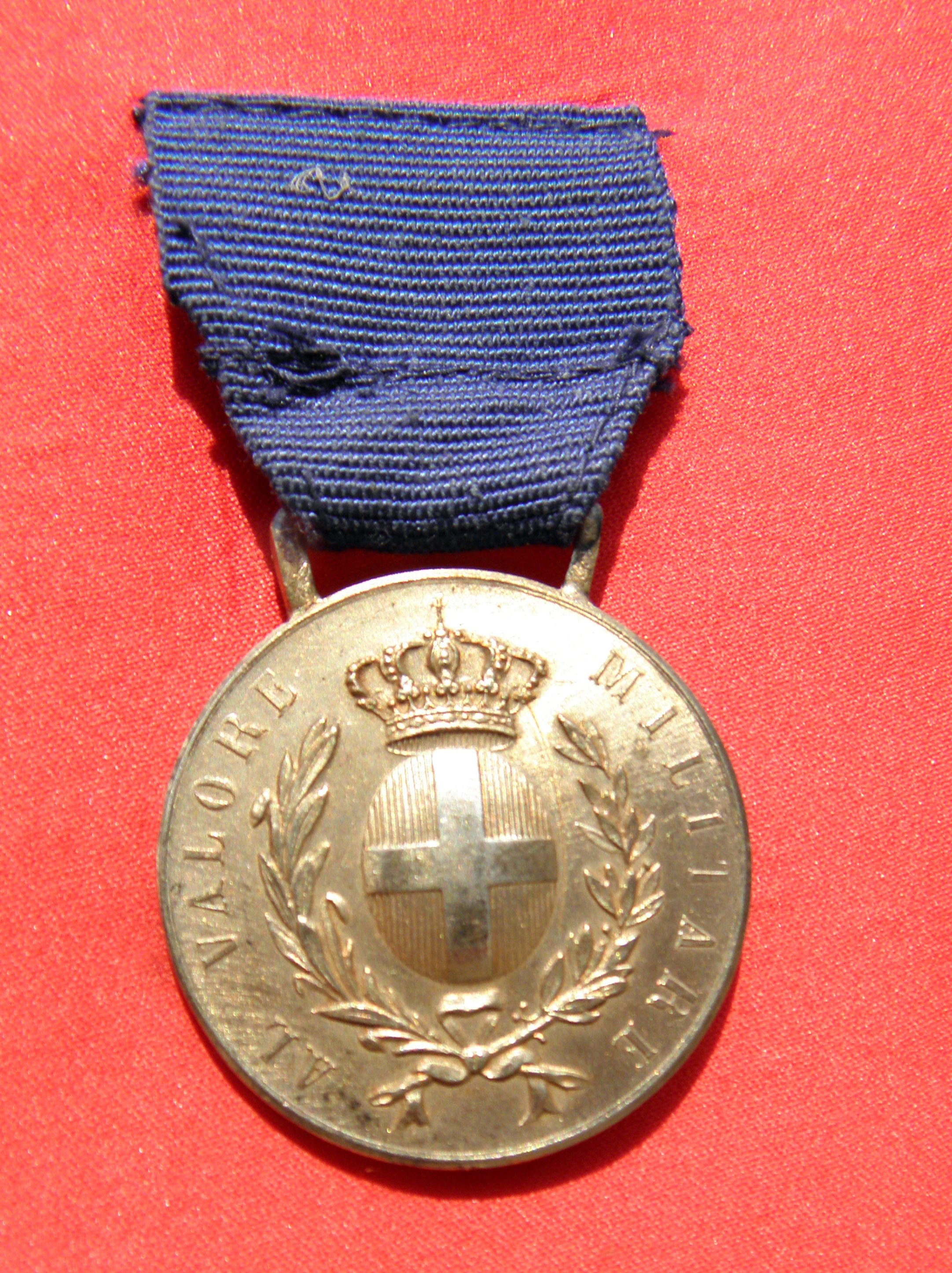
Medaglia d'oro al valor militare (Regno)

## Descrizione
Tra i decorati di medaglia d'oro al valor militare ( regolata dal Regio decreto 4 novembre 1932, n. 1423 e successive modifiche) Salvo D'Acquisto, i tre carabinieri Martiri di Fiesole. Ci sono atti eroici durante la I guerra mondiale e la II guerra mondiale, episodi della difesa a Cefalonia, le Fosse Ardeatine, la Guerra d'Etiopia, la Resistenza, la prigionia in Germania. Uno spaccato di tante microstorie che danno spessore umano e drammatico alla macrostoria.

### Al valor militare
- Rosario Aiosa (La Spezia, 3 luglio 1952) Con altri carabinieri, identifica sei delinquenti che non esitano a far uso delle armi.
- Enrico Barisone (Zara, 26 marzo 1941 – Cagliari, 18 giugno 2014) Nel 1979 guida una pattuglia fino al covo di una banda di delinquenti, due dei quali latitanti e già condannati per omicidio.
- Chiaffredo Bergia (Paesana, 1 gennaio 1840 – Bari, 2 febbraio 1892) Perlustra e insegue una banda di briganti, lottando corpo a corpo col famigerato capo banda D'Alena e col brigante Pomponio.
- Gerolamo Berlinguer (Sassari, 21 marzo 1792 – Sassari, 4 dicembre 1869) Il 25 giugno 1835 arresta un latitante che lo ferisce gravemente. Dopo 8 anni si congeda dall'Arma per invalidità.
- Ernesto Cabruna (Tortona, 2 giugno 1889 – Rapallo, 9 gennaio 1960) Asso cacciatore dell'aviazione, proveniente dall'Arma dei Carabinieri, nella I guerra mondiale compie oltre 900 ore di volo.
- Leone Carmana (Villa Minozzo, 11 novembre 1894 – Reggio Emilia, 10 febbraio 1926) Piantone all'ingresso di una polveriera, all'avvicinarsi di una settantina di rivoltosi ordina la chiusura della porta dietro di sé e risponde a colpi di moschetto al fuoco, dando così il tempo al sopraggiungere di rinforzi.
- Filippo Caruso (Casole Bruzio, 24 agosto 1884 – Roma, 12 settembre 1979) Pensionato, dopo l'8 settembre organizza il Fronte Clandestino di Resistenza dei Carabinieri ("Banda Caruso") per la lotta antifascista. Arrestato e condotto a via Tasso, è torturato ma riesce a sopravvivere. Alcuni suoi carabinieri muoiono alle Fosse Ardeatine.

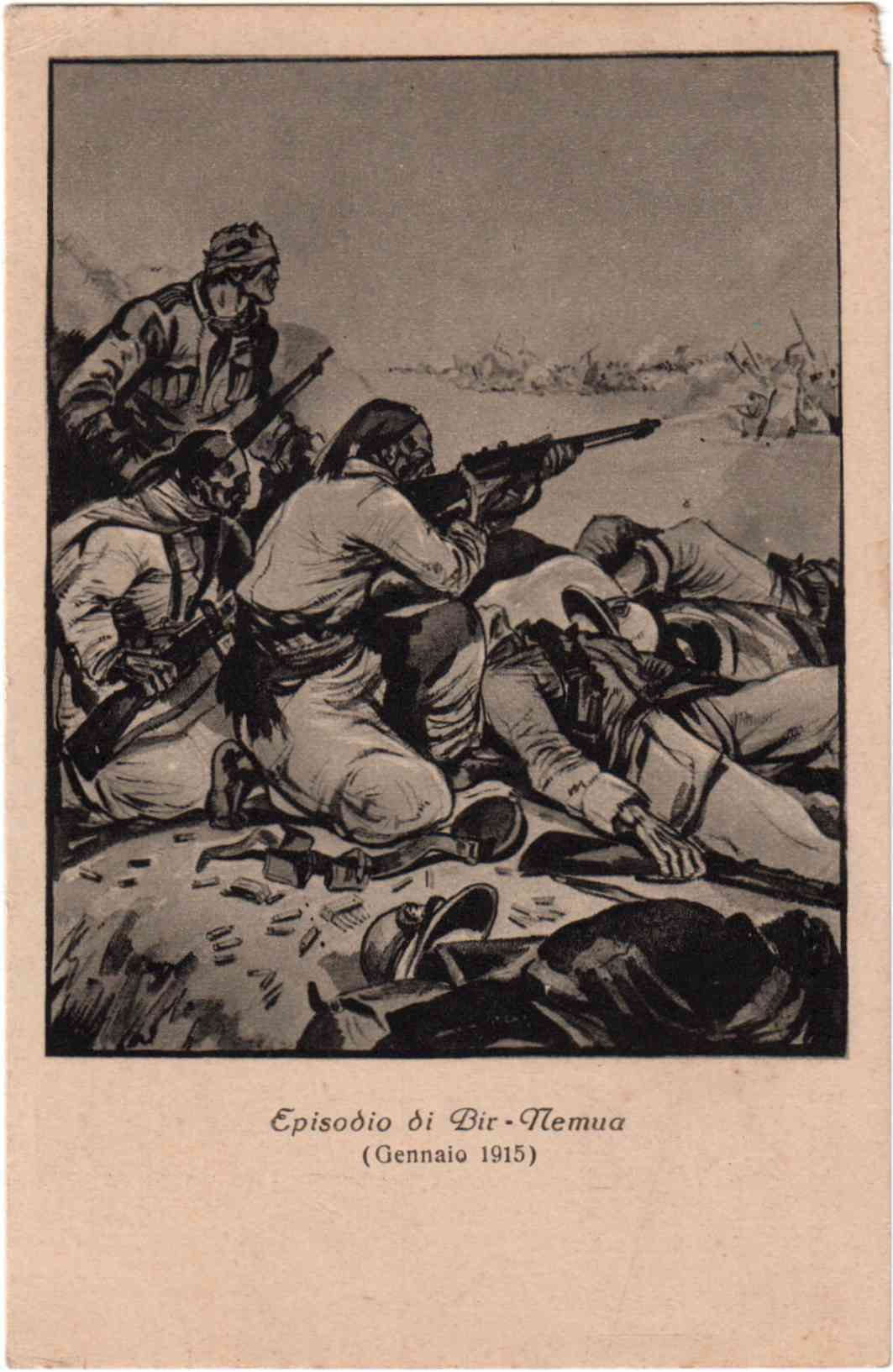
Libia 1915, episodio di Bir-Nemua

- Agostino Castelli (Cagliari, 6 ottobre 1799 – Bosa, 17 gennaio 1848) Il 15 luglio 1840, inviato contro una banda di briganti capeggiati da Salvatore Tuffu, nel Supramonte di Orgosolo, uccide quattro banditi.
- Lussorio Cau (Borore, 11 luglio 1867 – Castelbuono, 10 settembre 1961) Si reca da solo a riconoscere i rifugi di banditi che avevano sparso il terrore nel circondario di Nuoro.
- Giotto Ciardi (Lari, 25 novembre 1921 – Pisa, 27 novembre 1995) Dopo l'armistizio partecipa alla lotta di liberazione in Jugoslavia. Mitragliere in una postazione antiaerea abbatte, a dicembre del 1943, sul cielo dell’isola di Creola, un aereo tedesco.
- Marco Coira (Finale Ligure, 16 gennaio 1950 -- Roma, 9 maggio 2024) Libero dal servizio e in abiti civili, in un pubblico esercizio affronta tre malviventi armati che tentano di rapinare il gestore.
- Dante Iovino (Resìna, 28 giugno 1912 – Milano, 4 aprile 1961) In lunghi anni di prigionia sfida a viso aperto minacce, sevizie, punizioni e condanne, tenendo sempre alta la dignità di soldato e di italiano.
- Angelo Joppi (Viterbo, 4 gennaio 1904 – Roma, 1 ottobre 1984) Caposquadra del fronte militare di resistenza della Capitale ("Banda Caruso") esegue atti di sabotaggio e di distruzione contro i tedeschi occupanti. Arrestato e rinchiuso a via Tasso, subisce interrogatori e torture.
- Salvatore Pennisi (Sant'Alfio (Italia), 1 novembre 1913 – Roma, 6 ottobre 1988) In lunghi anni di prigionia sfida a viso aperto minacce, sevizie, punizioni e condanne, tenendo alta la dignità di soldato e di italiano.
- Poliuto Penzo (Chioggia, 23 marzo 1907 – Chioggia, 28 dicembre 1977) Al comando di una pattuglia, irrompe ripetutamente nelle linee del nemico, con audaci azioni notturne, infliggendo perdite e catturando materiali.
- Fedele Piras (Assemini, 1 dicembre 1895 – Assemini, 9 gennaio 1971) In pieno giorno, per primo si slancia attraverso un ponticello, sulla trincea nemica. Caduto il proprio ufficiale e tutti i compagni, da solo difende la posizione raggiunta.
- Umberto Rocca (Rodi, 1 giugno 1940) Comandante di compagnia distaccata, organizza rischiosi servizi, per individuare il luogo di detenzione dell'industriale Vittorio Vallarino Gancia, sequestrato a scopo di estorsione dalle Brigate Rosse.
- Giovanni Luigi Satta (Ozieri, 14 aprile 1892 – Roma, 21 aprile 1962) In combattimento, mentre sta lanciando una bomba, riceve in pieno un colpo avversario che provoca lo scoppio dell'ordigno impugnato che gli asportava la mano e l'avambraccio destro.
- Ardingo Trotti (Cassine, 22 giugno 1797 – Torino, 11 aprile 1877) Attacca le posizioni austriache a Governolo, nel 1848, e si distingue nelle battaglie di Goito e di Pastrengo.[1]
- Martino Veduti (Pavullo nel Frignano, 27 ottobre 1894 – Casale Monferrato, 29 dicembre 1972) Di notte, di vigilanza a una polveriera, accortosi che una bomba con miccia accesa è collocata vicino a un deposito di esplosivo, afferra l'ordigno e ne strappa coi denti la miccia, sventando così l'esplosione.

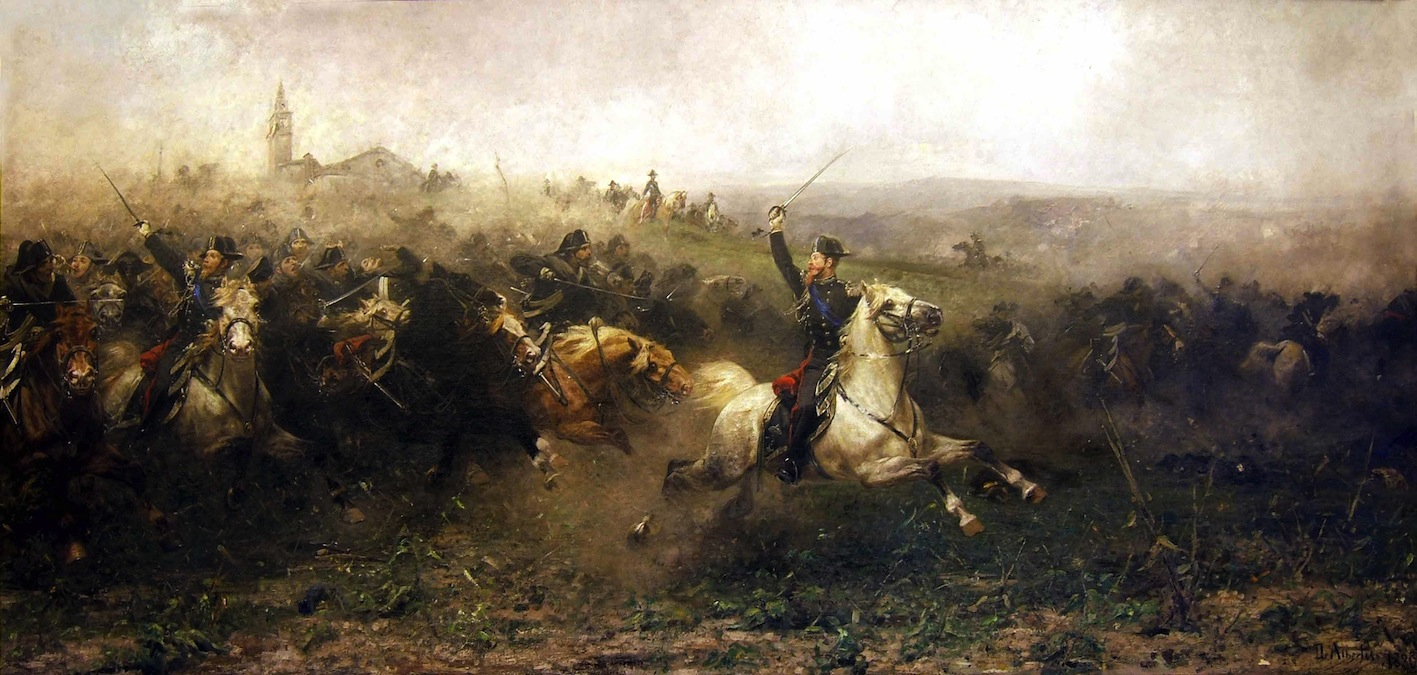
Sebastiano De Albertis, La Carica di Pastrengo - Museo Storico dell'Arma dei Carabinieri

### Al valor militare alla memoria
- Antonino Alessi (Messina, 10 giugno 1912 – Cianghi Mariam-Mendida (Africa Orientale Italiana), 23 agosto 1938) Ferito tre volte nel corso di un combattimento, trovava la forza di lanciare l'ultima bomba a mano.
- Alberto Araldi (Ziano Piacentino, 18 gennaio 1912 – Piacenza, 6 febbraio 1945) Comandante partigiano, catturato per delazione, viene condannato a morte.
- Fortunato Arena (San Filippo del Mela, 25 febbraio 1969 – Pontecagnano Faiano, 12 febbraio 1992) Durante il controllo di un'autovettura è investito da azione di fuoco, da parte di un malvivente nascosto nell'abitacolo.
- Raffaele Aversa (Labico, 2 settembre 1906 – Roma, 24 marzo 1944) Comandante di una compagnia a Roma, dopo l'armistizio sottrae i suoi uomini a cattura. Dopo due mesi di prigionia a via Tasso, muore alle Fosse Ardeatine.
- Attilio Basso (Pravisdomini, 21 luglio 1901 – Cheren (Africa Orientale Italiana), 16 marzo 1941) Con un braccio spezzato, non lascia il suo posto di combattimento; ma incita i compagni. Muore per le ferite.
- Alfredo Beni (Fiuminata, 15 settembre 1931 – Porto San Giorgio, 18 maggio 1977) Fa parte dell'equipaggio di un'unità autoradio. Durante un conflitto a fuoco con malviventi, visto un sottufficiale cadere, si slancia contro il feritore.
- Filippo Bonavitacola (Montella, 3 marzo 1914 – Branovo, 8 dicembre 1944) In Albania si unisce ai partigiani. Catturato dai tedeschi è processato e condannato a morte.
- Domenico Bondi (Villa Minozzo, 1908 – Ciano d'Enza, 26 gennaio 1945) Dopo l'armistizio, caduto in mano al nemico, rivendica la sua qualifica di carabiniere e di partigiano. Sottoposto a torture, muore fucilato.
- Antonio Bonsignore (Agrigento, 3 febbraio 1896 – Gunu Gadu (Ogaden), 24 aprile 1936) Si slancia, primo fra tutti, all'assalto di trinceramenti, infliggendo perdite al nemico e costringendolo a ripiegare. Muore per le ferite.
- Clemente Bovi (Ciminna, 29 ottobre 1926 – Corleone, 8 settembre 1959) In abito civile è fermato, a notte alta e in aperta campagna, da sei malfattori che gli impongono di sdraiarsi bocconi. Si butta in una scarpata e uccide uno dei banditi, prima di essere sopraffatto.
- Giovanni Burocchi (Penna San Giovanni, 16 aprile 1881 – Fiume (Croazia), 3 ottobre 1919) Di scorta, con un solo compagno, a una nave mercantile costretta a cambiar rotta, minacciato a mano armata dai ribelli, affronta la morte.
- Fortunato Caccamo (Gallina, 25 gennaio 1923 – Roma, 3 giugno 1944) Fa parte della organizzazione clandestina dei Carabinieri della Capitale. Catturato su delazione e sottoposto a torture, mantiene il silenzio, evitando di far scoprire capi e gregari della sua organizzazione. Muore per fucilazione.
- Giovanni Calabrò (Castelmola, 11 gennaio 1906 – Kvasica Crnomelj (Croazia), 22 settembre 1942) Per favorire il recupero di una mitragliatrice, rimasta su un autocarro in fiamme, fa utilizzare da due compagni il suo corpo, ormai straziato, dando loro punto di appoggio per salire sull'automezzo.
- Francesco Calì (Lercara Friddi, 7 gennaio 1915 – Taranto, 4 maggio 1938) Di notte, nell'arsenale militare di Taranto, insieme a Antonio Lorusso, per catturare tre malfattori che, sorpresi a rubare, cercano scampo a bordo di un battello, si butta in mare e poi annega.
- Ciriaco Carru (Bitti, 1 settembre 1963 – Chilivani, 16 agosto 1995) Capo di un nucleo radiomobile, mentre con Walter Frau arresta un malvivente, che è di guardia a due automezzi con a bordo armi rubate, è investito da una violenta azione di fuoco incrociato. Omicidio di Pedesemene.
- Vincenzo Caruso (Niscemi, 6 ottobre 1950 – Taurianova, 1 aprile 1977) Componente dell'equipaggio di autoradio, lasciato di vigilanza all'esterno di un casolare, interviene per dare man forte al superiore e muore per i colpi ricevuto (Strage di Razzà).

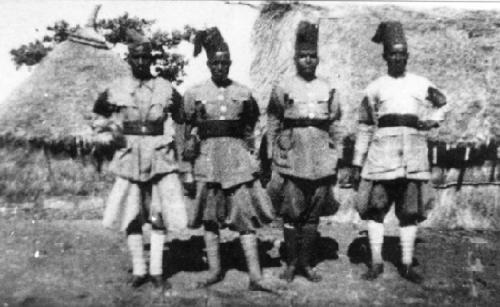
Zaptié, Somalia italiana

- Bruno Castagna (Traona, 20 ottobre 1908 – Monte Maliniek (Balcani), 15 maggio 1942) In perlustrazione, aggredito da una banda ribelle, reagisce fino all'esaurimento delle munizioni. Catturato, rifiuta la promessa di aver salva la vita, rinnegando la sua fede.
- Antonio Chionna (Lizzano, 25 novembre 1930 – Martina Franca, 3 giugno 1980) In un'agenzia di banca affronta tre rapinatori armati, poi risultati appartenenti a Prima Linea. Muore per le ferite.
- Vittoriano Cimmarrusti (Adelfia, 18 febbraio 1912 – Gunu Gadu (Africa Orientale Italiana), 24 aprile 1936) Ferito a un braccio, torna sulla linea di combattimento. Attacca a colpi di moschetto gli Abissini, ma viene sopraffatto.
- Enea Codotto (Latisana, 22 aprile 1955 – Padova, 5 febbraio 1981) Capo equipaggio di autoradio, interviene di notte, con Luigi Maronese, in località isolata, contro sospetti che recuperano armi e munizioni precedentemente occultate in un canale. Sono Valerio Fioravanti, suo fratello Cristiano e Francesca Mambro dei Nuclei Armati Rivoluzionari.
- Stefano Condello (Palmi, 12 aprile 1930 – Taurianova, 1 aprile 1977) Capo equipaggio di autoradio, dopo aver lasciato all'esterno Vincenzo Caruso, si introduce in un casolare isolato e è sopraffatto da due malviventi (Strage di Razzà).
- Ippolito Cortellessa (Vivaro Romano, 10 ottobre 1930 – Viterbo, 11 agosto 1980) Conduttore di autoradio, insieme a Pietro Cuzzoli, mentre è alla ricerca dei sei autori di una rapina a una banca, poi risultati appartenenti alla formazione eversiva Prima Linea, è colpito a morte.
- Savino Cossidente (Lavello, 23 marzo 1916 – Marmarefià (Africa Orientale Italiana), 20 luglio 1940) Distaccato in un fortino isolato, è aggredito da un capo ribelle che gli intima la consegna di armi e munizioni. Si rifiuta e viene ucciso.
- Alfredo Costantini (Fiuminata, 12 giugno 1960 – Padova, 29 luglio 1983) Capo equipaggio di autoradio, interviene presso oreficeria ove tre rapinatori tenevano sotto la minaccia delle armi la proprietaria e un cliente. Muore per colpi di arma da fuoco.
- Orazio Costantino (Castroreale Terme (Messina), 24 gennaio 1931 – Casteldaccia (Palermo), 27 aprile 1969) Appostato per identificare e arrestare gli autori di una tentata estorsione mediante lettera minatoria, vede un uomo armato di fucile che si accinge a raccogliere il plico, simulante la somma richiesta, lo affronta ma è colpito in pieno petto.
- Pietro Cuzzoli (Caprarola, 15 gennaio 1949 – Viterbo, 11 agosto 1980) Con Ippolito Cortellessa, mentre è alla ricerca degli autori di una rapina a una banca, poi risultati appartenenti a una formazione eversiva, è colpito a morte.
- Salvo D'Acquisto (Napoli, 15 ottobre 1920 – Torre di Palidoro, 23 settembre 1943)

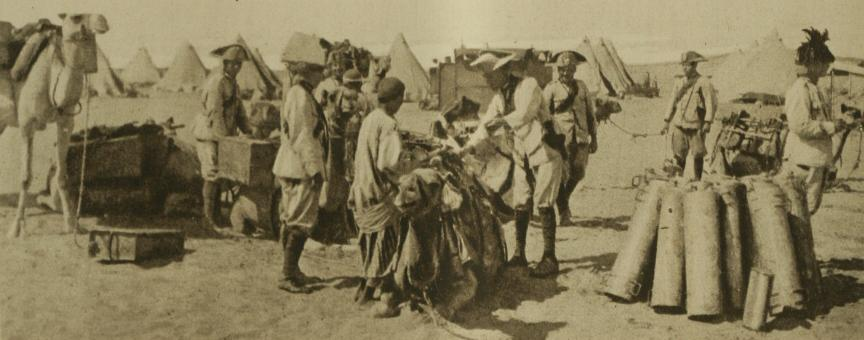
Carabinieri in Palestina, gennaio 1918

- Ettore D'Amore (Otranto, 17 giugno 1909 – Orgosolo, 11 settembre 1959) Comandante di stazione, in ambiente dominato dall'omertà, da solo affronta un malvivente armato ed appostato, autore di una lettera estorsiva.
- Ugo De Carolis (Caivano, 18 marzo 1899 – Roma, 24 marzo 1944) Appartiene al Fronte Clandestino di Resistenza dei Carabinieri ("Banda Caruso") per la lotta antifascista. Catturato e portato a via Tasso, è torturato e muore alle Fosse Ardeatine.
- Giovanni De Giorgi (Galatone, 19 giugno 1970 – Cesa, 15 giugno 1993) Libero dal servizio, affronta due malviventi armati, in fuga dopo una rapina. Ferito a morte, reagisce con la propria arma.
- Tiziano Della Ratta (Sant'Agata de' Goti, 27 settembre 1978 – Maddaloni, 27 aprile 2013) In abiti civili, per indagini di polizia giudiziaria, all'interno di una gioielleria, insieme a un altro carabiniere affronta tre rapinatori armati di pistola. Si espone a protezione di due clienti ed è mortalmente ferito.
- Carmine Della Sala (Atripalda, 7 maggio 1927 – Pontelagoscuro, 11 gennaio 1973) Irrompe nei locali di una banca e affronta i rapinatori senza far uso delle armi, per non porre a repentaglio l'incolumità dei presenti. Decorato anche di medaglia al valor civile alla memoria.
- Orlando De Tommaso (Oria, 16 febbraio 1897 – Roma, 9 settembre 1943) Comanda una compagnia di allievi carabinieri, impegnata nella difesa di Roma. Nella riconquista di un caposaldo, strappato dai tedeschi, è colpito a morte da una raffica di mitra.
- Sabato De Vita (Pellezzano, 2 novembre 1901 – Barmash, 28 dicembre 1942) Unico graduato presente in una stazione rurale, in Albania, attaccata di notte da forze ribelli, respinge l'offerta di resa, dichiarando di preferire la morte per sé e per i sette suoi dipendenti.
- Luigi Di Bernardo (Moggio Udinese, 21 giugno 1931 – Clusane, 25 maggio 1971) In un'operazione notturna, con due altri carabinieri affronta tre nomadi a bordo di un'auto rubata. Muore bersagliato da colpi di pistola.
- Stefano Di Bonaventura (Roma, 17 agosto 1966 – Palermo, 13 ottobre 1986) Libero dal servizio e in abito civile, in un'agenzia di viaggio ingaggia una violenta colluttazione con due rapinatori e muore per le ferite.
- Antonio Dimitri (Castellammare di Stabia, 7 aprile 1967 – Francavilla Fontana, 14 luglio 2000) Affronta due rapinatori in un istituto di credito che tentavano, armi in pugno, di fuggire facendosi scudo con due ostaggi. Rinuncia all'uso dell'arma in dotazione, per non mettere a repentaglio la vita degli ostaggi. Muore per le ferite.
- Sebastiano D'Immè (Militello in Val di Catania, 1 gennaio 1965 – Varese, 7 luglio 1996) Nel corso di un servizio antirapina, svolto con un altro carabiniere, intercetta due pregiudicati a bordo di una macchina rubata. Li affronta e cade in una violenta azione di fuoco.
- Marino Di Resta (Sessa Aurunca, 25 ottobre 1962 – Pescara, 16 settembre 1996) Addetto a nucleo operativo di Comando Provinciale, rintraccia, con un altro carabinieri, quattro malviventi armati che poco prima hanno rapinato un rappresentante di preziosi. Muore nello scontro.
- Livio Duce (Ventimiglia, 5 dicembre 1897 – Montagne dell'Attica, 24 settembre 1943) Comandante di battaglione carabinieri in territorio d'occupazione, cade in un'imboscata e, ferito, viene catturato. Sottoposto sevizie, rifiuta l'offerta di aver salva la vita a patto di sottoscrivere una falsa dichiarazione atta a trarre in inganno altri reparti italiani.
- Unatù Endisciau (Teruboccò Delontà, ... – Debre Tabor, luglio 1941) Muntaz del LXXII battaglione Zaptié[2] (I Gruppo Carabinieri), nella Battaglia di Culqualber (Africa Orientale Italiana), dopo la caduta del ridotto di Debre Tabor non volle arrendersi al nemico.

Burgee of the fleet of the Arma dei Carabinieri

- Antonino Fava (Taurianova, 15 dicembre 1957 – Scilla, 18 gennaio 1994) Capo equipaggio di nucleo radiomobile, insieme al carabiniere Vincenzo Garofalo, durante un controllo intima l'alt a una autovettura sospetta. Muore durante l'azione di fuoco.
- Donato Fezzuoglio (Bella, 27 maggio 1976 – Umbertide, 30 gennaio 2006) Affronta, insieme a un altro carabiniere, tre rapinatori in una banca, esponendosi alla violenta azione di fuoco.
- Antonio Fois (Borore, 23 gennaio 1953 – Bevera, 26 dicembre 1971) Di servizio a una stazione distaccata, accorre da solo in un'abitazione, per sedare una violenta lite. Ucciso da colpi di pistola, sparati da uno dei contendenti che, in un impeto di furia omicida, colpisce mortalmente anche tre rivali.
- Genserico Fontana (Roma, 26 gennaio 1918 – Roma, 24 marzo 1944) Appartiene a uno dei gruppi di Resistenza dei Carabinieri, per la lotta antifascista. Tradito da una spia viene portato a via Tasso, torturato e muore alle Fosse Ardeatine.
- Gaetano Forte (Napoli, 14 ottobre 1919 – Roma, 24 marzo 1944) Appartiene al fronte della Resistenza e si prodiga nella lotta clandestina. Arrestato dalla polizia nazifascista, sopporta la tortura ed affronta serenamente la fucilazione alle Fosse Ardeatine.
- Walter Frau (Ossi, 27 agosto 1965 – Chilivani, 16 agosto 1995) Conducente di un nucleo radiomobile, mentre con Ciriaco Carru arresta un malvivente, che è di guardia a due automezzi con a bordo armi rubate, è investito da una violenta azione di fuoco incrociato. Omicidio di Pedesemene.
- Giovanni Frignani (Ravenna, 8 aprile 1897 – Roma, 24 marzo 1944) Ufficiale superiore dei carabinieri, organizza numerosi carabinieri, sottrattisi alla cattura dei nazifascisti. Arrestato, torturato a via Tasso, muore alle Fosse Ardeatine. Aveva eseguito l'arresto di Mussolini.
- Francesco Gallo (Catania, 14 luglio 1905 – Dobrota, 20 aprile 1944) Catturato da militari tedeschi e internato in un campo di concentramento, per sette mesi rifiuta di collaborare con le forze armate nazi-fasciste, respingendo il rimpatrio immediato. Muore di fame e di stenti, privo di assistenza sanitaria
- Carmelo Ganci (Siracusa, 30 luglio 1964 – Castel Morrone, 4 dicembre 1987) In abito civile, insieme a un altro carabiniere, affronta quattro malviventi armati che hanno appena rapinato un esercizio pubblico, dandosi poi alla fuga a bordo di autovettura. Intercettati i fuggitivi, muore nel conflitto a fuoco.
- Vincenzo Garofalo (Scicli, 10 aprile 1960 – Scilla, 18 gennaio 1994) Durante un controllo, insieme a Antonino Fava, intima l'alt a un'autovettura sospetta. Muore durante l'azione di fuoco.
- Lorenzo Gennari (Quattro Castella, 18 febbraio 1921 – Bibbiano, 19 aprile 1945) Comandante di una pattuglia di quattro uomini, accetta il combattimento con preponderanti forze avversarie. Accerchiato, tiene a bada il nemico per dar modo ai suoi partigiani di salvarsi e muore nel conflitto a fuoco.

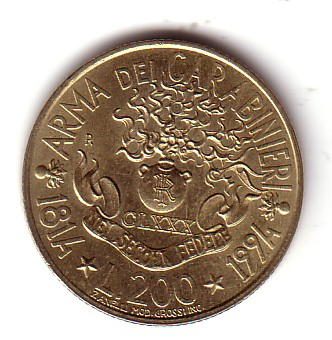
200 lire carabinieri

- Francesco Gentile (Udine, 30 marzo 1930 – Cima Vallona, 25 giugno 1967) Comandante di Reparto Speciale, per la lotta contro il terrorismo in Alto Adige. Muore in azione, per l'esplosione di un ordigno.
- Mario Ghisleni (Bergamo, 27 maggio 1907 – nave ospedale Gradisca, 28 maggio 1936) Durante un violento combattimento a Gunu Gadu, in Africa Orientale,  precede i compagni all’attacco di postazioni nemiche. Muore per le ferite, sulla nave ospedale.
- Valerio Gildoni (Sansepolcro, 2 gennaio 1969 – Nanto, 17 luglio 2009) Con altri carabinieri, tenta di persuadere un uomo che, in stato di alterazione psichica, si è barricato all'interno della propria casa, esplodendo colpi d'arma da fuoco. Muore per le ferite.
- Calcedonio Giordano (Palermo, 11 luglio 1916 – Roma, 24 marzo 1944) Appartiene al fronte militare della Resistenza. Arrestato dalla polizia nazi-fascista, torturato a via Tasso, muore alle Fosse Ardeatine.
- Alfredo Gregori (Arcugnano, 8 marzo 1912 – Veli Dolac (Fronte Balcani), 7 novembre 1941) Incaricato del servizio di censimento sulla popolazione di un centro occupato, è catturato da un gruppo di ribelli. Trasportato nella notte in un accampamento avversario, rifiuta di unirsi ai ribelli e viene ucciso.
- Vittorio Iacovacci (Latina, 6 marzo 1990 – Goma, 22 febbraio 2021) assegnato al 13º Reggimento carabinieri "Friuli Venezia Giulia" di Gorizia, inserito nella squadra di close protection, e successivamente destinato all'estero, a Kinshasa, per fare da scorta all'ambasciatore Luca Attanasio.
- Pasquale Iscaro (Pietrastornina, 24 settembre 1945 – Luzzara, 28 luglio 1998) In servizio perlustrativo, insieme a un altro carabiniere, fronteggia due malviventi sorpresi a rapinare una banca. Costretto a deporre la pistola d'ordinanza dai rapinatori che minacciano di uccidere gli ostaggi, muore nel corso dell'inseguimento.
- Alberto La Rocca (n. Sora, 30 gennaio 1924) insieme a Vittorio Marandola (n. Cervaro, 24 agosto 1922) e Fulvio Sbarretti (n. Nocera Umbra, 22 settembre 1922) è uno dei tre Martiri di Fiesole.
- Rocco Lazazzera (Calatafimi, 1 aprile 1898 – Vocopoles (Fronte greco), 15 aprile 1941) Combattente di tre guerre, più volte decorato al valor militare, si trova sul fronte greco, in prossimità di un battaglione che ha perduto il suo comandante, ne assume il comando e lo conduce all'attacco di un trinceramento. Muore mentre studia il terreno d’attacco.
- Attilio Armando Lombardi (Lesina, 8 novembre 1954 – Briosco, 14 novembre 1974) In servizio antirapina a una banca, affrontato da due malviventi che aprono il fuoco contro di lui. Gli viene assegnata anche la medaglia d'oro al valor civile alla memoria.
- Antonio Lorusso (Andria, 1 gennaio 1906 – Taranto, 4 maggio 1938) Di notte, nell'arsenale militare di Taranto, insieme a Francesco Calì, per catturare tre malfattori che, sorpresi a rubare, cercano scampo a bordo di un battello, si butta in mare, ne abbatte uno a colpi di pistola e poi annega.

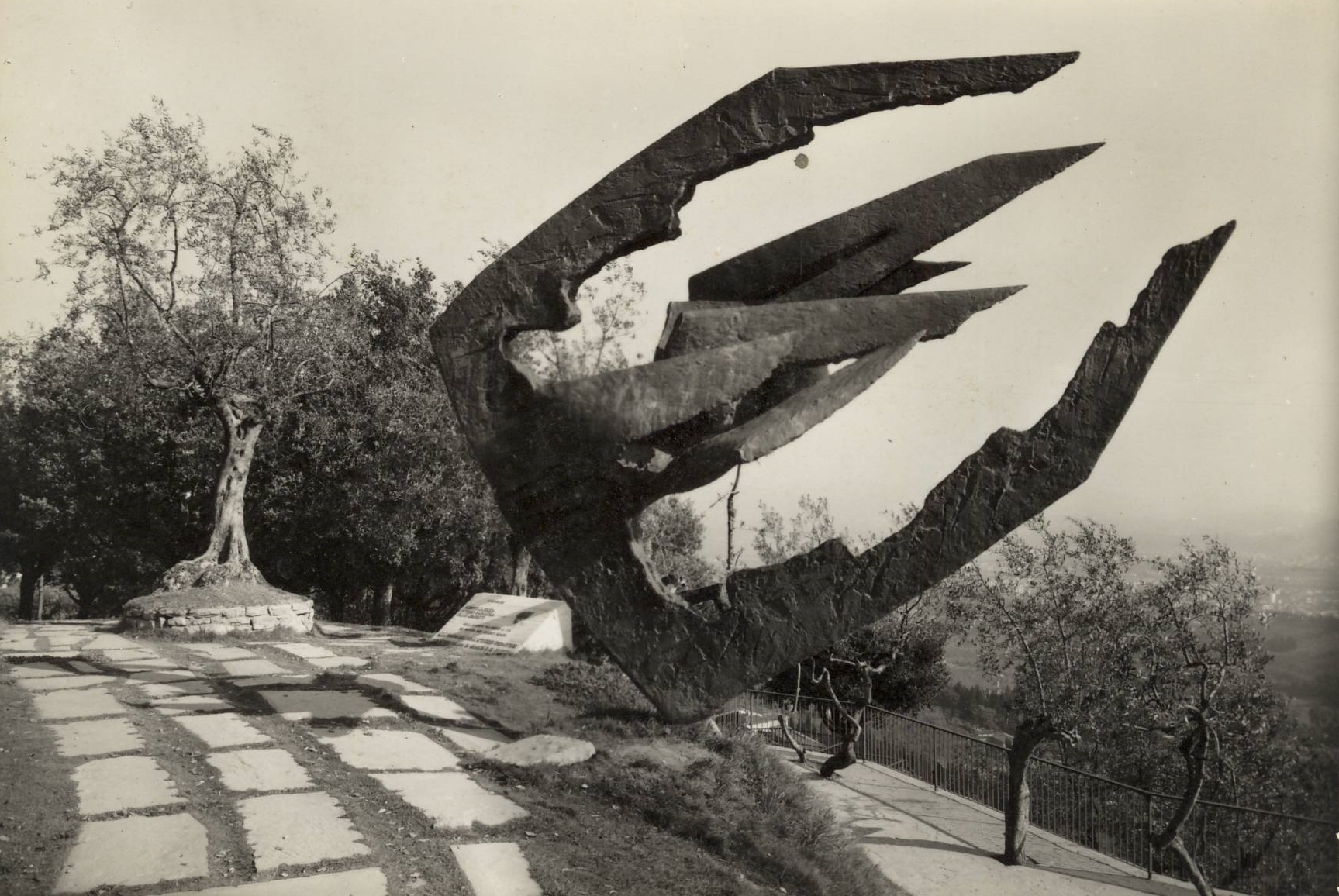
Fiesole - Monumento ai Martiri di Fiesole o Monumento ai tre carabinieri, cartolina

- Candido Manca (Dolianova, 31 gennaio 1907 – Roma, 24 marzo 1944) Arrestato dalla polizia nazi-fascista, torturato e poi fucilato.
- Vittorio Marandola (n. Cervaro, 24 agosto 1922) insieme ad Alberto La Rocca (n. Sora, 30 gennaio 1924) e Fulvio Sbarretti (n. Nocera Umbra, 22 settembre 1922) è uno dei tre Martiri di Fiesole.
- Andrea Marchini (Massa Carrara, 12 ottobre 1921 – Monte Carchio, 15 dicembre 1944) Caposquadra di un gruppo di partigiani, in un campo minato sostiene l'attacco nemico e resiste per due ore.

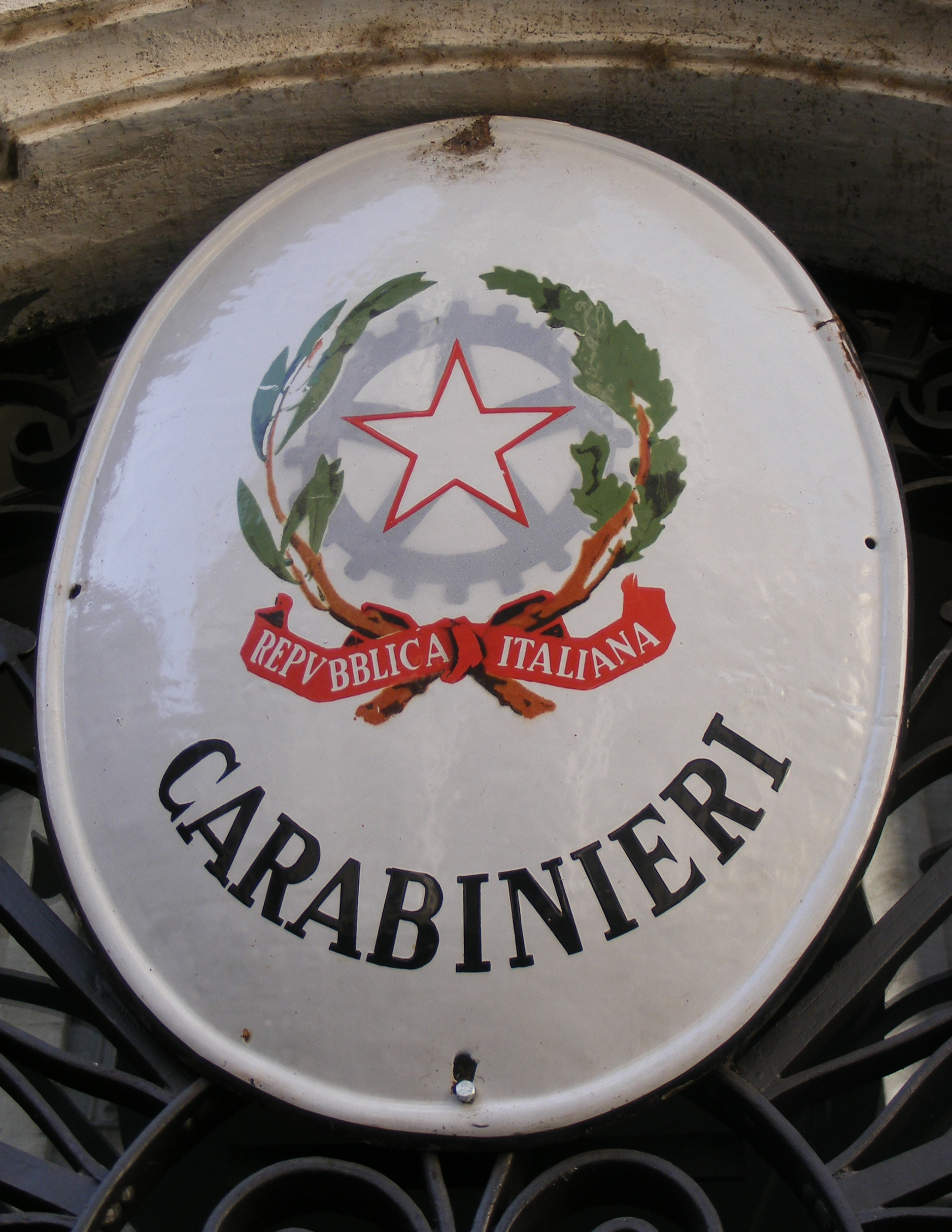
Carabinieri, insegna

- Felice Maritano (Giaveno, 15 gennaio 1919 – Mediglia, 15 ottobre 1974) Fa parte di un nucleo speciale di Polizia Giudiziaria, per la lotta contro il terrorismo. Capeggia un rischioso appiattamento notturno, presso una base operativa della banda armata. Insignito anche di medaglia d'oro al valor civile alla memoria.
- Luigi Maronese (Treviso, 8 ottobre 1957 – Padova, 5 febbraio 1981) Interviene di notte, in località isolata e con Enea Codotto, per identificare appartenenti a un gruppo eversivo, che stanno recuperando armi e munizioni, occultate in un canale. Muore aggredito da un terrorista.
- Emanuele Messineo (Marianopoli, 6 marzo 1949 – Maranello, 23 settembre 1974) In una banca, dove è intervenuto da solo, muore nel tentativo di disarmare un rapinatore.
- Cosimo Luigi Miccoli (San Pancrazio Salentino, 26 gennaio 1959 – Pomigliano d'Arco, 29 gennaio 1987) In borghese e in viaggio insieme alla fidanzata, affronta tre rapinatori in un casello autostradale. Muore per le ferite riportate.
- Antonio Enrico Monteleone (Palermo, 5 gennaio 1951 – Isola delle Femmine, 28 novembre 1985) Durante una rapina non utilizza l'arma di ordinanza per non colpire gli ostaggi. Ucciso dai rapinatori.
- Fosco Montini (Badia Tedalda, 21 maggio 1922 – Sarsina, 13 luglio 1944) Si unisce ai partigiani è catturato, torturato e condannato a morte.
- Giovanni Pazzaglia (Montemonaco, 27 settembre 1908 – Arbì Gherbià, 10 settembre 1937) Attaccato il suo fortino da forze ribelli, combatte fino all'ultima munizione e viene ucciso.
- Francesco Pepicelli (Sant'Angelo a Cupolo, 19 maggio 1906 – Roma, 24 marzo 1944) Appartiene al fronte della Resistenza. Arrestato dalle SS. e torturato, muore alle Fosse Ardeatine.
- Angelo Petracca (Casarano, 6 gennaio 1970 – Ceglie Messapica, 22 gennaio 1990) Nonostante sia a riposo, accorre in una banca dove in corso un tentativo di rapina e muore per le ferite.
- Orazio Petruccelli (Potenza, 18 ottobre 1914 – Argostoli, 24 settembre 1943) Nella difesa di Cefalonia, resiste sulle alture di Hieramis. Catturato e fucilato.
- Claudio Pezzuto (Surbo, 7 luglio 1963 – Pontecagnano Faiano, 12 febbraio 1992) Durante il controllo del conducente di un'autovettura è investito dal fuoco di un malvivente. nascosto nell'abitacolo.
- Sergio Piermanni (Ascoli Piceno, 29 febbraio 1940 – Civitanova Marche, 18 maggio 1977) In licenza ordinaria, viene a conoscenza dell'assassinio di un carabiniere e del ferimento di altri carabinieri. Muore nel tentativo di fermare i malviventi.
- Salvatore Pietrocola (Minervino Murge, 16 dicembre 1905 – Malca Guba, 2 febbraio 1936) Partecipa alla battaglia del Ganale Doria e a Malca Guba vede cadere il suo capitano e trascina all’assalto i pochi uomini superstiti.
- Luciano Pignatelli (Giovinazzo, 24 aprile 1963 – Castel Morrone, 4 dicembre 1987) Ingaggia un conflitto a fuoco con rapinatori, durante un inseguimento. La sua auto finisce in una scarpata, è ferito e i rapinatori lo finiscono a colpi di arma da fuoco.
- Marco Pittoni (Sondrio, 30 settembre 1975 – Nocera Inferiore, 6 giugno 2008) Colpito a morte durante una rapina all'ufficio postale di Pagani.
- Giuseppe Plado Mosca (Acquaviva Platani, 11 agosto 1918 - Vallata di Arbusow (Russia), 23 dicembre 1942) Morto nella Battaglia di Arbuzovka.[3]
- Raffaele Porrani (Nereto, 19 marzo 1918 – Kalavryta, 15 luglio 1943) Addetto a una colonna mobile, impegnata in azioni di controguerriglia, dopo un combattimento è catturato e condannato a morte.

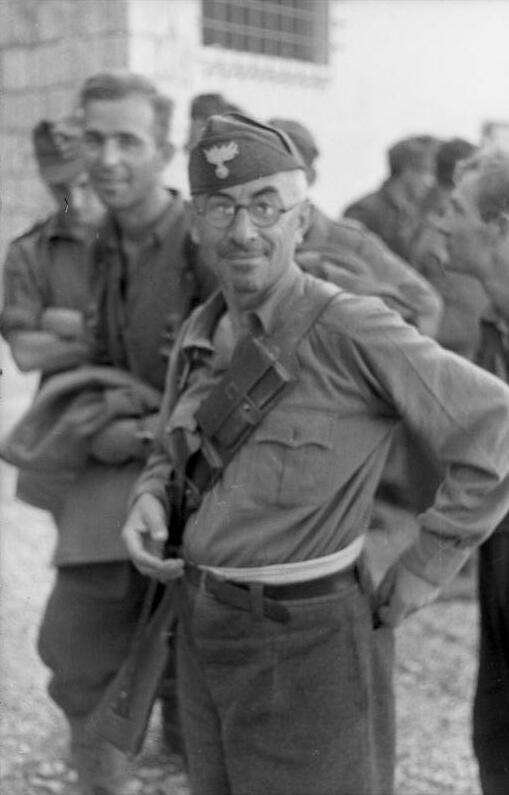
Bundesarchiv Bild 101I-202-1647-35, Balkan, italienische Soldaten

- Alfonso Principato (Agrigento, 27 febbraio 1945 – Racalmuto, 15 aprile 1985) In perlustrazione, insegue tre rapinatori a mano armata, in fuga nei campi. Colpito a morte.
- Giuseppe Pulicari (Capodimonte, 18 marzo 1933 – Castel San Pietro Terme, 17 febbraio 1979) In servizio di appostamento notturno, per contrastare un caso di estorsione, è ucciso da colpi d'arma da fuoco.
- Gjanaj Rahman (Ujmisht, 1907 – Lurth di Perlati, 21 novembre 1940) Di perlustrazione con due altri carabinieri, in un casolare isolato ingaggia un conflitto con sei latitanti autori di omicidi e muore.
- Augusto Renzini (Nocera Umbra, 24 aprile 1898 – Roma, 24 marzo 1944) Appartiene alla Resistenza. Catturato e torturato, muore alle Fosse Ardeatine.
- Romeo Rodriguez Pereira (Napoli, 29 novembre 1918 – Roma, 24 marzo 1944) Agisce nella formazione partigiana comandata da Filippo Caruso. Arrestato dalle SS, condotto a via Tasso e torturato, muore alle Fosse Ardeatine.
- Maggio Ronchey (Stanleyville, 8 maggio 1905 – Bregianit, 16 dicembre 1940) Muore durante un combattimento notturno.
- Raffaele Russo (Napoli, 21 aprile 1941 – Napoli, 9 ottobre 1979) In abito civile, udita l'esplosione di colpi di pistola, si lancia contro l'autore del delitto che lo colpisce a morte.
- Alfredo Sandulli Mercuro (Napoli, 1919 – Cefalonia, 24 settembre 1943) Partecipa alla difesa di Cefalonia. Catturato e fucilato.
- Fulvio Sbarretti (n. Nocera Umbra, 22 settembre 1922) insieme a Vittorio Marandola (n. Cervaro, 24 agosto 1922) e Alberto La Rocca (n. Sora, 30 gennaio 1924) è uno dei tre Martiri di Fiesole.
- Giovanni Battista Scapaccino (Incisa Belbo, 15 febbraio 1802 – Le Pont-de-Beauvoisin, 3 febbraio 1834) Preferisce farsi uccidere dai fuorusciti, nelle mani dei quali è caduto, piuttosto che gridare: Viva la Repubblica.
- Sandro Sciotti (Cesena, 28 maggio 1962 – Santa Maria delle Mole, 13 giugno 2002) Durante una rapina a una banca affronta uno dei malfattori ed è ferito a morte.
- Gerardo Sergi (Portoscuso, 25 marzo 1917 – Roma, 24 marzo 1944) Appartenente alla Resistenza, catturato e torturato, muore alle Fosse Ardeatine.

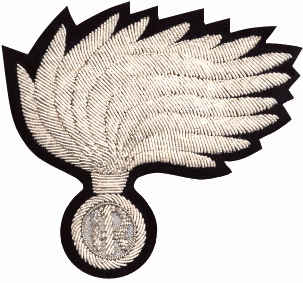
Fiamma argentata sovrintendenti Carabinieri

- Alfredo Serranti (Roma, 25 maggio 1896 – Culqualber, 21 novembre 1941) Travolto da una mischia all'arma bianca e trafitto da una baionettata.
- Fernando Stefanizzi (Muro Leccese, 1 febbraio 1957 – San Damiano d'Asti, 8 febbraio 1988) In servizio antirapina, aiuta il suo comandante di Stazione, sopraffatto da due rapinatori armati, dentro un ufficio postale. Muore nel conflitto.
- Manfredi Talamo (Castellammare di Stabia, 2 gennaio 1895 – Roma, 24 marzo 1944) Agente del SIM (Servizio Informazioni Militari) cade in sospetto e i tedeschi lo catturano, lo torturano e lo uccidono alle Fosse Ardeatine.
- Vittorio Tassi (Radicofani, 1 maggio 1903 – Radicofani, 17 giugno 1944) Comandante di banda partigiana, arrestato insieme ad altri cinque partigiani, si dichiara il solo responsabile delle azioni compiute e dà la vita per salvare quella dei compagni.
- Carmine Tripodi (Torre Orsaia, 14 maggio 1960 – San Luca, 6 febbraio 1985) Conduce rischiose indagini che portano all'arresto di associati ad organizzazioni mafiose. Muore nel corso di un'operazione.
- Giuseppe Ugolini (Torgiano, 19 marzo 1885 – Milano, 23 giugno 1920) Aggredito da un nucleo di malviventi, mentre si trasferisce da solo al posto ove è stato comandato.
- Leandro Verì (San Vito Chietino, 10 novembre 1903 – Laigueglia, 13 dicembre 1938) Di notte, con altro carabiniere, nella ricerca di uno sconosciuto, muore in seguito a ferite di arma da fuoco.
- Candeloro Zamperini (Roma, 4 settembre 1963 – Merano, 12 giugno 1997) Fuori servizio assiste a una rapina, ma è disarmato; insegue il rapinatore che lo uccide.
- Enrico Zuddas (Dolianova, 18 agosto 1911 – Roma, 4 giugno 1944) Di scorta armata al generale Angelo Odone, Capo di S. M. del Fronte della Resistenza, muore nel tentativo di evitarne la cattura.